# Чжан Ши
Чжан Ши (кит. трад. 張栻, упр. 张栻, пиньинь Zhāng Shì) по прозванию Цзинфу (кит. 敬甫), люди называли его Наньсюань (кит. 南軒), (1133 — 1180) — учёный-неоконфуцианец. Сын философа Чжан Цзюня.
Чжан Ши учился у Ху Хуна, дослужился до должности второго придворного историографа. Вместе с Чжу Си и Люй Цзуцянем он причислялся к «трём мудрецам с Юго-востока». Пропагандировал учение Чжоу Дуньи, вёл активную полемическую переписку с Чжу Си, высоко ценившим эрудицию Чжан Ши. Преподавал в Академии Юэлу.
Основные сочинения: «Наньсюань и шо» («Учение Наньсюаня о Переменах»), «Гуй-сы Луньюй цзе» («Разъяснение года Гуй-сы „Бесед и суждений“ Конфуция»), «Наньсюань цзи» («Собрание произведений Наньсюаня»), «Цунь Чжай цзи» («Прижизненные записи Лэ Чжая»).